# ليونيد كينسكي
ليونيد كينسكى (بالإنجليزية: Leonid Kinskey)‏ هو ممثل أمريكي (وحمل سابقاً جنسية الإمبراطورية الروسية)، ولد في 18 أبريل 1903 في روسيا، وتوفي في 8 سبتمبر 1998 في الولايات المتحدة بسبب سكتة.

## أعمال

### أفلام
- (1934) الأرملة المرحة
- (1935) البؤساء
- (1935) حياة الرماح البنغالية
- (1937) تمنى أمنية
- (1938) الجزائر
- (1938) الفالس العظيم
- (1942) حديث المدينة
- (1942) كازبلانكا

## وصلات خارجية
- ليونيد كينسكي على موقع IMDb (الإنجليزية)
- ليونيد كينسكي على موقع ألو سيني (الفرنسية)
- ليونيد كينسكي على موقع تيرنر كلاسيك موفيز (الإنجليزية)
- ليونيد كينسكي على موقع أول موفي (الإنجليزية)
- ليونيد كينسكي على موقع قاعدة بيانات برودواي على الإنترنت (الإنجليزية)
- ليونيد كينسكي على موقع قاعدة بيانات الأفلام السويدية (السويدية)
- ليونيد كينسكي على موقع قاعدة بيانات الفيلم (الإنجليزية)
- ليونيد كينسكي على موقع كينوبويسك (الروسية)